# قبيط بورنيو
قبيط بورنيو (الاسم العلمي Polyplectron schleiermacheri)، طير من القبيط وينتمي إلى فصيلة التدرجية. وهو الأندر من بين طيور القبيط والأقل شهرة. يستوطن غابات بورنيو.